# كورت سينجر
كورت سينجر (بالألمانية: Kurt Singer)‏ هو فيلسوف واقتصادي ألماني، ولد في 12 مايو 1886 في ماغديبورغ في ألمانيا، وتوفي في 14 فبراير 1962 في أثينا في اليونان.